# Camellia taliensis
Camellia taliensis är en tvåhjärtbladig växtart som först beskrevs av William Wright Smith, och fick sitt nu gällande namn av Melch. Camellia taliensis ingår i släktet Camellia och familjen Theaceae. Inga underarter finns listade i Catalogue of Life.